# Deweese, Nebraska
Deweese, Nebraska (енгл. Deweese) град је у америчкој савезној држави Небраска.

## Демографија
По попису из 2010. године број становника је 67, што је 13 (-16,3%) становника мање него 2000. године.
| Група             | 2000.      | 2010.       |
| Белци             | 79 (98,8%) | 67 (100,0%) |
| Афроамериканци    | 0 (0,0%)   | 0 (0,0%)    |
| Азијати           | 0 (0,0%)   | 0 (0,0%)    |
| Хиспаноамериканци | 1 (1,3%)   | 0 (0,0%)    |
| Укупно            | 80         | 67          |